# 格兰克 (阿拉巴马州)
格兰克（英語：Glencoe）是美国阿拉巴马州下属的一座城市。面积约为16.93平方英里（约合43.85平方公里）。根据2010年美国人口普查，该市有人口5,160人，人口密度为304.73/平方英里（约合117.67/平方公里）。